# Grünhof (Weidenberg)
Grünhof ist ein Gemeindeteil des Markts Weidenberg im Landkreis Bayreuth (Oberfranken, Bayern). Grünhof liegt in der Gemarkung Neunkirchen am Main.

## Geografie
Die Einöde liegt am linken Ufer der Ölschnitz. Eine Gemeindeverbindungsstraße führt nach Neunkirchen am Main (0,3 km nordwestlich) bzw. zur Bundesstraße 22 (0,3 südöstlich).

## Geschichte
Grünhof wurde in der ersten Hälfte des 19. Jahrhunderts auf dem Gemeindegebiet von Neunkirchen am Main gegründet. Am 1. Januar 1978 wurde Grünhof im Zuge der Gebietsreform in Bayern nach Weidenberg eingemeindet.

### Einwohnerentwicklung
| Jahr      | 001861 | 001871 | 001885 | 001900 | 001925 | 001950 | 001961 | 001970 | 001987 |
| Einwohner | 7      | *      | *      | 9      | 10     | 20     | 8      | 6      | 8      |
| Häuser    |        |        | *      | 1      | 1      | 1      | 1      |        | 1      |
| Quelle    | [ 9 ]  | [ 10 ] | [ 11 ] | [ 12 ] | [ 13 ] | [ 14 ] | [ 15 ] | [ 16 ] | [ 1 ]  |

## Religion
Grünhof ist evangelisch-lutherisch geprägt und nach St. Laurentius (Neunkirchen am Main) gepfarrt.